# Кримел (Вестервалд)
Кримел (њем. Krümmel) општина је у њемачкој савезној држави Рајна-Палатинат. Једно је од 192 општинска средишта округа Вестервалд. Према процјени из 2010. у општини је живјело 366 становника. Посједује регионалну шифру (AGS) 7143041.

## Географски и демографски подаци
Кримел се налази у савезној држави Рајна-Палатинат у округу Вестервалд. Општина се налази на надморској висини од 260 метара. Површина општине износи 2,2 km². У самом мјесту је, према процјени из 2010. године, живјело 366 становника. Просјечна густина становништва износи 166 становника/km².